# Колібрі-ельвіра зелений
Колі́брі-ельвіра зелений (Microchera chionura) — вид серпокрильцеподібних птахів родини колібрієвих (Trochilidae). Мешкає в Коста-Риці і Панамі.

## Опис
Довжина птаха становить 7,5-8 см, самці важать 3,3 г, самиці 3,1 г. У самців верхня частина тіла бронзово-зелена, надхвістя темно-мідно-бронзове. Центральні дві пари стернових пер мідно-бронзові, наступні три пари білі з чорними кінчиками. Горло і груди зелені, блискучі, живіт, гузка і нижні покривні пера хвоста білі. Дзьоб прямий, чорний, знизу біля основи рожевий.
У самиць верхня частина тіла також бронзово-зелена, дві центральні пари стернових пер у них бронзові, наступні три пари білі з чорною смугою на кінці. Нижня частина тіла тьмяно-біла, боки бронзово-зелені. У молодих самиць нижня частина тіла більш сіра, ніж у дорослих самиць. Забарвлення молодих самців подібне до забарвлення дорослих самців, однак нижня частина тіла у них більш тьмяна, а пера на тілі мають сірувато-охристі краї.

## Поширення і екологія
Зелені колібрі-ельвіри мешкають в горах на півдні Коста-Риці і на заході Панамі, переважно на тихоокеанських схилах, в Панамі місцями також на карибських схилах. Вони живуть у вологих гірських тропічних лісах, на узліссях і галявинах, на плантаціях і в садах. В гущавині лісу самці віддають перевагу кронам дерев, а самці підліску, однак на узліссях і галявинах вони зустрічаються поряд. Зелені колібрі-ельвіри зустрічаються на висоті від 750 до 2000 м над рівнем моря, в Коста-Риці переважно на висоті від 1000 до 1700 м над рівнем моря. Під час негніздового періоду вони зустрічаються у більш широкому висотному діапазоні.
Зелені колібрі-ельвіри живляться нектаром різноманітних квітучих рослин, зокрема Inga edulis, а також комахами, яких ловлять в польоті. Сезон розмноження у них триває переважно з червня по листопад. Самиці токують, збираючись невеликими групами і приваблюючи самиць співом.